# 2016年夏季殘疾人奧林匹克運動會田徑女子馬拉松比賽
2016年夏季帕拉林匹克運動會的田徑女子馬拉松比賽於9月18日於科帕卡瓦納砲台舉行，共分為2個級別。與上屆比較，新增了T12級項目。

## 比賽模式
- T11級及T12級的運動員為視覺殘障，不同級別代表不同程度的視覺殘障。T11級為B1級，而T12級為B2級。為了公平競賽，所有參加T11級項目的運動員都需要配戴眼罩。
- T52級及T54級的運動員有肌肉力量或肢體活動範圍的殘障。這些級別的運動員會使用輪椅進行比賽，數字愈低代表殘障程度愈高。T52級的運動員沒有軀幹活動能力，其肢體也有一定程度的殘障。而T53級的運動員雖然沒有軀幹活動能力，但上肢的活動能力正常。T54級的運動員則有部份的軀幹及下肢活動能力，上肢的活動能力則正常。
- 詳細的分級方法可以參閱國際殘疾人奧林匹克委員會的網頁[4][5]。
- 田徑比賽穿着的衣服及運動鞋要符合IPC的規定，釘鞋的釘數目不能超過11。此外，進行比賽時必須在胸前及背部掛上號碼布。
- T11級的運動員必須穿戴眼罩或相似的物件進行任何項目的比賽，裁判會在任何時間對眼罩進行檢查。
- T11級及T12級的運動員可以使用領跑員，但他們必須使用一條非彈性及不能儲存能量的系繩，長度不能超過100厘米。此外，領跑員不能對運動員進行任何拉或推的動作，而長距離項目如5000米可以使用2位領跑員，但中途只能更換領跑員一次。
- T52級至54級的運動員在進行輪椅徑賽及公路賽必須穿戴頭盔，並符合國際的安全標準。
- 徑賽項目中使用輪椅必須符合IPC的規定。包括長度、闊度、高度、車輪的尺寸及機械等。
- 徑賽項目中如果運動員偷步將會被即時取消資格。此外，除了長距離項目，如果運動員或領跑員脫離指定線道或阻礙其他運動員比賽，亦會被取消資格。
- 運動員到達終點會以其軀幹作為標準，而輪椅的項目則以主車輪為標準。此外，運動員必須比領跑員較早到達終點，否則會被取消資格。
- 其他規則及場地等可以參閱國際殘疾人奧林匹克委員會的網頁[6][7]。

以下時間為南美標準時間（UTC-3）。
| 日期    | 時間  | 回合                |
| ------- | ----- | ------------------- |
| 9月18日 | 08:00 | 決賽（T11/12級）    |
| 9月18日 | 12:31 | 決賽（T52/53/54級） |

## 世界紀錄
本屆比賽前，該項目的世界及奧運會紀錄如下：
T11級：
| 世界紀錄   | 里賈納·佛布雷西（德国） | 3:26:18 | 英国倫敦 | 2015年4月26日  |
| 奧運會紀錄 | 無                      | –       | –        | 不設殘奧會紀錄 |

T12級：
| 世界紀錄   | Elena Pautova（俄罗斯） | 2:58:23 | 英国倫敦 | 2015年4月26日  |
| 奧運會紀錄 | 無                      | –       | –        | 不設殘奧會紀錄 |

T52級：
| 世界紀錄   | 八卷智美（日本） | 2:07:28 | 日本大分市 | 2008年11月9日  |
| 奧運會紀錄 | 無               | –       | –          | 不設殘奧會紀錄 |

T53/54級：
| 世界紀錄   | 土田和歌子（日本） · 曼妞拉·舍爾（瑞士） | 1:38:07 | 日本大分市 | 2013年10月27日 |
| 奧運會紀錄 | 埃迪特·洪克勒（瑞士）                    | 1:39:59 | 中国北京   | 2008年9月17日  |

## 比賽結果

### T11/12級
| 排名 | 運動員     | 級別 | 時間 | 備注 |
| ---- | ---------- | ---- | ---- | ---- |
|      | （領跑員） | T級  |      |      |
|      | （領跑員） | T級  |      |      |
|      | （領跑員） | T級  |      |      |
|      | （領跑員） | T級  |      |      |
|      | （領跑員） | T級  |      |      |
|      | （領跑員） | T級  |      |      |
|      | （領跑員） | T級  |      |      |

### T52/53/54級
| 排名 | 運動員 | 級別 | 時間 | 備注 |
| ---- | ------ | ---- | ---- | ---- |
|      |        | T級  |      |      |
|      |        | T級  |      |      |
|      |        | T級  |      |      |
|      |        | T級  |      |      |
|      |        | T級  |      |      |
|      |        | T級  |      |      |
|      |        | T級  |      |      |
|      |        | T級  |      |      |
|      |        | T級  |      |      |
|      |        | T級  |      |      |
|      |        | T級  |      |      |
|      |        | T級  |      |      |
|      |        | T級  |      |      |
|      |        | T級  |      |      |

## 獎牌得主
| 項目   | 分級        | 金牌 | 金牌 | 銀牌 | 銀牌 | 銅牌 | 銅牌 |
| ------ | ----------- | ---- | ---- | ---- | ---- | ---- | ---- |
| 馬拉松 | T11/12級    |      |      |      |      |      |      |
| 馬拉松 | T52/53/54級 |      |      |      |      |      |      |

## 外部連結
- 官方网站（葡萄牙文）（英文）（西班牙文）（法文）
- 國際殘疾人奧林匹克委員會（田徑）（页面存档备份，存于）（英文）